# Генофобія
Генофобія або койтофобія ― це фізичний або психологічний страх перед сексуальними стосунками або статевим актом. Слово походить від грецьких іменників γένος genos, що означає «потомство», та φόβος phobos, що означає «страх». Це слово також утворено від грецького іменника фобос та терміна коїтус, посилаючись на акт копуляції, коли чоловічий репродуктивний орган проникає в жіночий репродуктивний тракт. Для опису генофобії також може бути використаний термін еротофобія, який походить від імені грецького бога еротичного кохання Ероса. 
Генофобія може викликати у людей паніку та страх, подібно до панічної атаки. Люди, які страждають на фобії, можуть сильно постраждати від спроб статевого контакту або лише від думки про це. Сильний страх може призвести до неприємностей у романтичних стосунках. Ті, хто страждає від генофобії можуть уникати участі у стосунках, щоб уникнути можливості близькості. Це може призвести до почуття самотності. Генофоби також можуть почуватись самотніми, тому що можуть почуватись збентежено через свої особисті страхи.

## Ознаки та симптоми
Симптомами генофобії можуть бути почуття паніки, жаху та страху. Інші симптоми ― це прискорене серцебиття, задишка, тремтіння, занепокоєння, пітливість, плач та уникнення інших.

## Причини
Причин, через які у людей розвивається генофобія, може бути багато. Деякі з основних причин ― це випадки сексуального нападу чи жорстокого поводження. Ці випадки порушують довіру жертви та позбавляють її почуття права на самовизначення.  Іншою можливою причиною генофобії є відчуття сильного сорому. Інші можуть мати страх без будь-якої діагностованої причини.

## Лікування
Універсального ліки від генофобії не існує. Деякі способи впоратися з проблемами тривоги або їх лікування ― це звернутися до терапевта, психіатра, психолога або ліцензованого консультанта. Деякі люди, які відчувають біль під час сексу, можуть відвідати свого лікаря або гінеколога. Ліки також можуть бути призначені для лікування тривоги, викликаної фобією.
Незалежний фільм Good Dick зосереджений на темі генофобії та її впливу на молоду жінку та її стосунки з людьми. У ньому також опосередковано йдеться про тему інцесту. Сценаристкою та режисеркою фільму виступила Маріанна Палка.Стрічка вийшла в прокат у 2008 році.